# فرخنده سرکهر
فرخنده سرکهر (نام علمی: Tangara gyrola) یک پرنده گنجشک‌سان با جثه متوسط است. این فرخده یک زادآور مقیم در کاستاریکا، پاناما، جنوب آمریکای جنوبی تا اکوادور، بولیوی و جنوب برزیل و ترینیداد است.
نُه زیرگونه شناخته شده است.